# Tennistoernooi van Shanghai 2000
|                                              |  |                                      |
| Meghann Shaughnessy, winnares bij de vrouwen |  | Magnus Norman, winnaar bij de mannen |

Het tennistoernooi van Shanghai van 2000 werd van 16 tot en met 22 oktober 2000 gespeeld op de hardcourtbanen van het Shanghai Xian Xia Tennis Center in de Chinese stad Shanghai. De officiële naam van het toernooi was Heineken Open, maar het staat ook bekend als China Open.
Het toernooi bestond uit twee delen:
- WTA-toernooi van Shanghai 2000, het toernooi voor de vrouwen
- ATP-toernooi van Shanghai 2000, het toernooi voor de mannen

ATP-toernooi van Peking‎ – WTA-toernooi van Peking/Shanghai

2000 · 2001–2003 · 2004 · 2005 · 2006 · 2007 · 2008 · 2009 · 2010 · 2011 · 2012 · 2013 · 2014 · 2015 · 2016 · 2017 · 2018 · 2019 · 2020–2022 · 2023 · 2024